# Брјанска област
Брјанска област (рус. Брянская область) је конститутивни субјект Руске Федерације са статусом области на простору Средишњег федералног округа у европском делу Русије.
Административни центар области је град Брјанск.

## Етимологија
Област носи име по административном центру, граду Брјанску. Град је основан 985. године. У време изградње прве тврђаве на овом месту, будући град је био окружен са густим шумама, мочварама и увалама. Стара руска реч за такав крајолик је дебри, по чему је и град добио своје првобитно име Дебрјанск. Временом, име града је скраћивано и мењано (Де—Брјанск) и од XV века, град је познат под садашњим именом.

## Становништво
| 1989.     | 2002.     | 2010.     |
| --------- | --------- | --------- |
| 1,474,785 | 1,378,941 | 1,278,217 |